# Абебе Бикила
Абебе Бикила (р. 7 август 1932 - 25 октомври 1973) е етиопски маратонски бегач, олимпийски шампион през 1960 и 1964.

## Биография
Бикила е роден в селото Ято, което се намира на 9 километра от Мендида. Баща му е овчар. След време е открит от шведски треньор, работещ в Етиопия.
Взима участие на олимпиадата в Рим съвсем случайно. Минути преди самолета на етиопците да излети той заменя Уами Бирату, който се контузва в последния момент. Спонсорът на олимпиадата (Адидас) дава обувки на Абебе, но той ги отказва, защото не са му удобни и решава да тича както е тренирал – бос. Треньорът на Бикила го предупреждава за най-големия му конкурент – мароканецът Ради Бен Абдесалам, който е трябвало да се състезава с номер 26. По време на състезанието Бикила изпреварва голям брой бегачи като целта му е да намери номер 26. Когато най-после стига до него двамата се откъсват от другите и пристигат 500 метра преди финала заедно. Абебе печели с време 2:15:16 – нов световен рекорд.
Бикила се връща в Етиопия като герой и е награден със специален медал. Няколко дни преди олимпиадата в Токио през 1964 е опериран от апендицит. Той отива на олимпиадата, но никой не очаква от него да участва. Въпреки това той се записва за маратона и отново спазва същата тактика да се движи с лидерите до двадесетия километър. Само след 35-ия километър той има преднина пред втория от цели 4 километра. Финишира с маратонки ASICS и с ново рекордно време – 2:12:11. Така Абебе става първият атлет печелил олимпийския маратон два пъти.
На 22 март 1969 г. Абебе Бикила преживява автомобилна катастрофа, от която остава парализиран в долната част на тялото, и никога не прохожда повече, макар че участва в различни състезания за инвалиди. Катастрофата е причина и за фаталния мозъчен кръвоизлив, от който почива на 25 октомври 1973 г.
На името на Абебе Бикила са кръстени множество училища и спортни прояви, както и стадион в столицата на Етиопия Адис Абеба.